# Ptychadena guibei
Ptychadena guibei är en groddjursart som beskrevs av Laurent 1954. Ptychadena guibei ingår i släktet Ptychadena och familjen Ptychadenidae. IUCN kategoriserar arten globalt som livskraftig. Inga underarter finns listade i Catalogue of Life.